# Kourtney and Kim Take New York
Kourtney and Kim Take New York es una serie de reality show estadounidense, producida por Ryan Seacrest, que debutó en E! en los Estados Unidos y Canadá el 23 de enero de 2011.
Para enero de 2012, dos temporadas ya han sido estrenadas en los Estados Unidos. La segunda temporada, anunciada en agosto de 2011, fue filmada como uno de los mejores géneros siguiendo el matrimonio de Kim junto al jugador de baloncesto Kris Humphries ese mes. Sin embargo, la temporada fue reestructurada para enfocarse más en los problemas de pareja, ya que Kardashian presentó el divorcio en octubre de 2011, 72 días después de la boda.
El programa es el segundo spin-off del programa Keeping Up with the Kardashians.

## Serie
La serie sigue a Kourtney Kardashian mientras deja Los Ángeles una vez más, esta vez seguida por una de sus hermanas Kim, para abrir una tercera tienda D-A-S-H en Nueva York. Para la segunda temporada, se sigue a las hermanas Kardashian nuevamente en Nueva York, pero se enfatiza en la relación de Kim y su esposo, quienes deciden divorciarse después de 72 días.

## Episodios
Artículo principal: Anexo:Episodios de Kourtney and Kim Take New York
| Temporada | Temporada | Episodios | Salida al Aire          | Salida al Aire      | Lanzamiento en DVD | Lanzamiento en DVD |
| Temporada | Temporada | Episodios | Estreno                 | Final de temporada  | Región 1           | Región 4           |
| --------- | --------- | --------- | ----------------------- | ------------------- | ------------------ | ------------------ |
|           | 1         | 10        | 23 de enero de 2011     | 27 de marzo de 2011 |                    |                    |
|           | 2         | 10        | 27 de noviembre de 2011 | 29 de enero de 2012 | —                  | —                  |